# Альперович, Моисей Самуилович
Моисе́й Самуи́лович Альперо́вич (22 ноября 1918, Москва — 3 сентября 2015, Москва) — советский и российский историк-латиноамериканист, доктор исторических наук (1965). Заслуженный деятель науки Российской Федерации (1995).

## Биография
Родился 22 ноября 1918 года в Москве. 
Окончив школу и проработав год на заводе «Красный пролетарий», поступил в 1936 году на исторический факультет МГУ. Приобщение к профессии историка началось во время посещения семинаров С. В. Бахрушина (1882—1950) и В. В. Стоклицкой-Терешкович (1885—1962). Увлечённый лекциями Владимира Михайловича Мирошевского (1900—1942), студент выбрал специализацию по Латинской Америке. 21 июня 1941 года защитил дипломную работу.
В 1941—1946 годах служил в рядах РККА, участник Великой Отечественной войны. Служил переводчиком в следственном отделе 3УА. Член ВКП(б) с 1944 года.
После окончания войны капитан Альперович служил в Магдебурге, в 1946 году демобилизовался, вернулся в Москву, поступил в аспирантуру и начал научную карьеру.
В 1949 году окончил аспирантуру в Тихоокеанском институте АН СССР, затем до 1954 года работал старшим преподавателем Рязанского педагогического института. С 1954 года работал в ИИАН (с 1968 года — старший, затем ведущий научный сотрудник).
В 1985 году награждён орденом Отечественной войны II степени.
Умер 3 сентября 2015 года в Москве.

## В годы Великой Отечественной войны
В начале июля 1941 года был мобилизован Киевским РВК г. Москвы на строительство оборонительных сооружений в Брянскую область. К середине сентября вернулся в Москву, а 16 октября по повестке явился в Киевский райвоенкомат. Был назначен наводчиком батареи 76-мм пушек 698-го полка 146-й стрелковой дивизии, сформированной под Казанью. Защищал Москву.
Летом 1942 года М. С. Альперовича, как отлично владеющего немецким языком, зачислили помощником начальника дивизионной разведки с исполнением функций переводчика. Осенью 1943 года 146 стрелковая дивизия, в которой он служил, была переброшена на 2-й Прибалтийский фронт и вошла в состав 3-й Ударной армии. Кандидат в члены ВКП(б).
Приказом Военного совета 3-й ударной армии № 94/н от 20.03.1944 переводчик разведотдела штаба 79 стр. корпуса капитан Альперович награждён медалью «За боевые заслуги».
Приказом № 293/н от 14.10.1944 капитан Альперович награждён орденом Красной Звезды за спасение жизни двум офицерам штаба и шоферу командующего артиллерией штаба корпуса во время бомбежки НП.
Приказом Военного совета 3-й ударной армии № 36/н от 27.03.1945 награждён орденом Отечественной войны 2-й степени за мужество и отвагу, связанные с добычей информации на поле боя.
Вместе с 3-й ударной армией Альперович дошёл до Берлина. Здесь, в качестве начальника следственной части разведотдела штаба 3-й ударной армии, участвовал в поисках трупа Гитлера и в опознании трупа Геббельса.
Приказом № 93/н от 19.05.1945 капитан Альперович М. С., начальник следственной части разведотдела штаба 3-й ударной армии, награждён орденом Красной Звезды за высокое трудолюбие и опрос свыше 5000 пленных, выявивший ценную информацию.
Первым читал (и переводил для командования) политическое завещание Гитлера, переданное фюрером перед самоубийством вице-адмиралу Фоссу. Подписывал протоколы опознания трупов Геббельса, его жены Магды и их детей.
Приказом № 336 в ноябре 1945 года награждён медалью «За победу над Германией».

## Научная деятельность
В августе 1946 г. М. С. Альперович вернулся в Москву и поступил в аспирантуру Тихоокеанского института Академии наук. В 1949 г. защитил кандидатскую диссертацию по теме «Мексиканская революция и американский империализм (1913—1917)». В 1949—1954 гг. преподавал в Рязанском пединституте.
Являлся членом диссертационного совета Института всеобщей истории РАН. Автор серии фундаментальных монографий на тему истории стран Латинской Америки, по освободительному движению в Латинской Америке XVI — начала XIX века, истории Мексики и Парагвая. Среди последних опубликованных научных работ М. С. Альперовича — главы о Латинской Америке XVIII—XIX вв. для IV и V томов «Всемирной истории».

### Избранные труды
Источник — электронные каталоги РНБ.
Монографии
- Альперович М. С., Руденко Б. Т. Мексиканская революция 1910—1917 гг. и политика США. — М.: Соцэкгиз, 1958. — 330 с. — 5000 экз.
- Очерки новой и новейшей истории Мексики: 1810—1945 / Под ред. М. С. Альперовича и Н. М. Лаврова. — М.: Соцэкгиз, 1960. — 511 с. — 10 000 экз.
- Альперович М. С. Война за независимость Мексики (1810—1824). — М.: Наука, 1964. — 479 с. — 1200 экз.
- Альперович М. С. Освободительное движение конца XVIII — начала XIX в. в Латинской Америке. — М.: Высш. школа, 1966. — 119 с. — 3000 экз.
- Альперович М. С. Советская историография стран Латинской Америки. — М.: Наука, 1968. — 80 с. — 2000 экз.
- Альперович М. С. Испанская Америка в борьбе за независимость. — М.: Наука, 1971. — 222 с. — 12 000 экз.
- Альперович М. С. Революция и диктатура в Парагвае (1810—1840) = Revolucion y dictadura en el Paraguay. — М.: Наука, 1975. — 392 с. — 1500 экз.
- Альперович М. С. Рождение Мексиканского государства. — М.: Наука, 1979. — 168 с. — (Страны и народы). — 34 000 экз.
- Альперович М. С. Франсиско де Миранда в России = Francisco de Miranda en Rusia / Отв. ред.: Б. И. Коваль. — М.: Наука, 1986. — 352 с. — 15 600 экз.
- Альперович М. С. Россия и Новый Свет (послед. треть XVIII в.) / Отв. ред.: Л. Ю. Слезкин. — М.: Наука, 1993. — 239 с. — 2000 экз. — ISBN 5-02-008692-4.

Учебные пособия
- Альперович М. С., Слёзкин Л. Ю. Образование независимых государств в Латинской Америке (1804—1903) : Пособие для учителя. — М.: Просвещение, 1966. — 243 с. — 25 000 экз.
- Альперович М. С., Слёзкин Л. Ю. Новая история стран Латинской Америки : [Учеб. пособие для ист. специальностей ун-тов и пед. ин-тов]. — М.: Высш. школа, 1970. — 384 с. — 16 000 экз.
- Альперович М. С. [Вступительная статья] // Линч Д. Революции в Испанской Америке, 1808-1826 / Пер. с англ.: Е. Н. Феерштейн, В. Н. Павлова. — М.: Прогресс, 1979.
- Альперович М. С., Слёзкин Л. Ю. История Латинской Америки : С древнейших времен до начала XX в.: [Учеб. для вузов по спец. «История»]. — М.: Высш. школа, 1981. — 30 000 экз. || . — 2-е изд., перераб. и доп. — 1991. — 286 с. — 25 000 экз. — ISBN 5-06-002003-7.

## Награды
- два ордена Отечественной войны II степени (27.3.1945; 6.4.1985)
- два ордена Красной Звезды (14.10.1944; 19.5.1945)
- Медаль «За боевые заслуги» (20.3.1944)
- Орден Ацтекского орла (Мексика)
- Орден Франсиско Миранды 1-го класса (Венесуэла)
- Почётный диплом Национального комитета исторических наук Мексики